# Назарий (Лежава)
Митрополи́т Наза́рий (груз. მიტროპოლიტი ნაზარი, в миру Иосиф Андреевич Лежава, груз. იოსებ ანდრიას ძე ლეჟავა; 1869, деревня Диди Джихаиши, Кутаисская губерния — 27 августа 1924, Симонети) — епископ Грузинской православной церкви, митрополит Кутаисский.
В 1994 году канонизирован Грузинской православной церковью в лике священномученика.

## Биография
Родился в 1869 году в деревне Диди Джихаиши в Имеретии в семье священника.
Начальное образование получил в Кутаисском духовном училище. В 1892 году окончил Тбилисскую духовную семинарию со званием студента и был рукоположён во диакона.
22 февраля 1893 года был рукоположён во иерея и определён ко Хонской Спасской церкви.
14 мая 1897 награждён скуфьёй. В этот период пережил личную трагедию потеряв жену и двоих дочерей.
В 1901 году поступил в Киевскую духовную академию.
26 августа 1904 года принял монашество с именем Назарий.
В 1905 году окончил академию со степенью кандидата богословия за диссертацию «კაბადოკიური საღვთისმეტყველო სკოლა» и 8 ноября назначен преподавателем гомилетики в Волынской духовной семинарии.
С 3 декабря 1907 года — смотритель Клеванского духовного училища.
6 мая 1908 года — награждён наперсным крестом.
10 мая 1910 года возведён в сан игумена.
17 ноября 1911 года уволен от духовно-учебной службы назначен настоятелем Иоанно-Крестительской пустыни Карталинской и Кахентнско епархии с возведением в сан архимандрита.
С 12 мая 1912 года — благочинный монастырей Карталинской и Кахетинской епархии.
19 апреля 1916 года — член Грузино-Имеретинской Синодальной Конторы.
Примкнул к обособившейся Грузинской православной церкви.
17 ноября 1918 года в Мцхетском Патриаршем соборе хиротонисан во епископа Кутаисского и Гаенатского с возведением в сан митрополита.
23 февраля 1921 года в связи с вторжением в Грузию Красной Армии сокровища Сионской и Светицховельской церквей были уложены в четыре ящика и вывезены в Кутаиси. Большевики, узнав о месте захоронения сокровищ, арестовали митрополита Назария. Ему вменяли в вину антиправительственную агитацию и сокрытие церковного имущества. Приговорён к высшей мере наказания, которое было заменено заключением с конфискацией имущества.
В апреле 1924 года амнистирован и освобождён. Он вернулся в свою епархию, которая находилась в тяжелейшем состоянии. Митрополита не впустили в собственную резиденцию, которую использовали под склад, и он был вынужден жить у брата.
27 августа 1924 года к митрополиту прибыла делегация из деревни Симонети с просьбой освятить сельскую церковь. В назначенное время митрополит со свитой прибыл в Симонети и освятил церковь. Ночью в дом, где ночевали митрополит и его свита, ворвались чекисты, связали и избили их, а затем привезли в сельсовет. «Чрезвычайная тройка» особистов без суда и следствия приговорила к расстрелу митрополита Назария, священников Симона Мчедлидзе, Германа Джаджанидзе, Иерофея Николадзе и диакона Виссариона Кухианидзе. Приговор в тот же день был приведён в исполнение.

## Канонизация
В 1994 году был канонизирован Собором Грузинской Православной Церкви.
20 июля 2012 года постановлением Священного Синода Украинской Православной Церкви его имя было внесено в Собор Волынских Святых.